# Resseneb
Resseneb est un éphémère vizir de Haute-Égypte sous la XIIIe dynastie, précédé par son père, Ânkhou, et remplacé par son frère Iymerou.

## Famille
Il est le fils du vizir Ânkhou et de Mereryt. Son frère cadet est le vizir Iymerou. Sa sœur est Senebhenas, mariée à Oupouaouthotep.

## Attestations
Resseneb est attesté dans plusieurs sources. Il est d'abord attesté comme « scribe en chef du vizir », au service de son père, le vizir Ânkhou, avant de devenir lui-même vizir.

### Papyrus Boulaq 18
Le papyrus Boulaq 18 (petit manuscrit) contient une liste d'entrées faites par Neferhotep concernant les dépenses liées à la boulangerie et à la brasserie, datées de l'an 6, Ier Peret et suivants. Il mentionne le « scribe en chef du vizir », Resseneb, et le domaine du vizir Ânkhou,.

### Papyrus Brooklyn 35.1446
Le papyrus Brooklyn 35.1446 contient une section rédigée par la noble Senebtisi afin de prouver que son défunt mari, apparemment le vizir Resseneb, lui avait donné la propriété des esclaves de son domaine,.

### Stèle de Oupouaouthotep
La stèle de Oupouaouthotep (scelleur, surveillant du gs-pr) montrant sa famille, son père Khnoumhohtep (maire, scelleur du dieu) et sa mère Itineferou-Tahenout, puis son épouse Senebhenas, fille d'Ânkhou (vizir) et de Mereryt, ainsi que ses frères Resseneb (vizir) et Iymeru (vizir).